# 長崎県立上五島高等学校
長崎県立上五島高等学校（ながさきけんりつ かみごとうこうとうがっこう, Nagasaki Prefectural Kamigoto High School）は、長崎県南松浦郡新上五島町浦桑郷にある県立高等学校。

## 概要
設置課程・学科
全日制課程 2学科
- 普通科
- 電気情報科

校訓
「進取」（しんしゅ）
校章
郷土の産土神である事代主神社の恵比寿の紋章に由来する。金文字の「高」を支える三枚の柏葉は「知・徳・体」を、ヒゲは芽生えの「創生」を表している。実質剛健の気風の中に、若人の無限の進展を願う情熱が燃えさかっていることをこの「かしわ」の校章は示している。
校歌
作詞は龍田杏村、作曲は福井直秋による。歌詞は3番まである。公式ホームページで音楽を試聴できる。
愛唱歌
タイトルは「海鳴り遙かに」。作詞は武石祐子（第49回生）・愛唱歌作成委員会、作曲は中武幸嗣、編曲は黒沢吉徳、ブラスバンド編曲は石桁冬樹による。歌詞は3番まである。校歌と同じく公式ホームページで音楽を試聴できる。
施設
- 明洋館(めいようかん)-セミナーハウス。 合宿施設として利用されている。
- 波濤館（はとうかん）[2] - 武道場とアリーナ
- 輝洋館（きようかん） - 1階はトレーニングルーム、2階は美術室、3-4階は音楽室となっている。
- 工業棟 - 電気情報科が主に使用。情報の授業も行われる。
- 学生寮「潮寮」（うしおりょう）- 学校が遠く、毎日の通学が困難な生徒対象の寮。入寮生減少のため、平成27年度をもって閉寮した。

広報活動
生徒が主体となり、上五島（Kamigoto）高校 Public Relations Party 、略してKPRPを組織し、学校の広報活動を行っている。
その一環として、2007年（平成19年）に以下のキャッチフレーズ・ロゴマーク・マスコットキャラクターが決定された。
- キャッチフレーズ - 「COMING　CAUSE」（カミングコウズ） ロゴマークも作成された。
- マスコットキャラクター - 「かーみん」鯨をモチーフにしている。

## 沿革
- 1952年（昭和27年）
  - 4月1日 - 全日制普通科高校として「長崎県立上五島高等学校」（現校名）が開校。当初仮校舎として魚目村立魚目中学校に併設される。
  - 5月27日 - 開校式を挙行。
- 1953年（昭和28年）4月1日 - 本校舎に移転。（1期工事未了での移転。1期工事は移転後の同年5月に竣工。）
- 1955年（昭和30年）
  - 1月28日 - 2期工事まで前年12月に竣工したことに伴い落成式を挙行。
  - 4月1日 - 家政科を新設。
- 1962年（昭和37年）4月1日 - 電気科を新設。
- 1965年（昭和40年）4月1日 - 奈良尾分校と若松分校を開校。
- 1973年（昭和48年）4月1日 - 奈良尾・若松両分校、長崎県立中五島高等学校として分離独立。
- 1974年（昭和49年）8月7日 - 鉄筋コンクリート造の新校舎1期工事竣工。（翌年3月に2期工事まで竣工。）
- 1991年（平成3年）4月1日 - 情報技術科を新設。
- 1996年（平成8年） - 家政科の募集を停止。
- 1998年（平成10年）2月27日 - 家政科の閉科式を行う。
- 2003年（平成15年）4月 - 2学期制（前期・後期）とする。
- 2006年（平成18年）4月1日 - 電気科と情報技術科を統合し電気情報科を新設。
- 2008年（平成20年）4月 - 3学期制とする。
- 2009年（平成21年）1月 - 大学入試センター試験が長崎県の離島でも実施されるようになり、新上五島町では上五島高等学校が会場となる。運営は長崎県立大学佐世保校。[4]
- 2013年（平成25年）4月1日 - 長崎県立佐世保特別支援学校高等部上五島分教室を開設。

## 学校行事
3学期制
- 4月 - 新入生合宿 - 近年は明洋館にてクラス単位で実施。
- 8月 - 学習合宿 (3年生) - 新上五島町浜ノ浦にある長崎県立上五島海洋青少年の家で実施。
- 9月 - 体育祭
- 11月 - 文化祭「橄欖祭」
- 12月 - 修学旅行
- 2月 - マラソン大会

## 部活動
運動部
- バスケットボール部
- バレーボール部
- 卓球部
- 硬式テニス部

- 剣道部
- ソフトテニス部
- 柔道部
- ハンドボール部

- 陸上部
- サッカー部
- 野球部

文化部
- 吹奏楽部
- 美術部
- 茶道部
- 書華道部

- 電気情報部
- 科学部
- 語学部

- 写真部
- ボランティア部
- 放送部

## 著名な出身者
- 川野俊一 - レスリング選手、ローマオリンピック・東京オリンピック・メキシコオリンピック出場
- 佐田の山晋松 - 大相撲第50代横綱、日本相撲協会7代理事長
- 田端健児 - 陸上競技選手、アトランタオリンピック・シドニーオリンピック出場
- 永尾亜子 - 元フジテレビアナウンサー
- 山崎泉 - 元衆議院議員

## アクセス
- 西肥バス 「上五島高校前」バス停
- 国道384号と長崎県道32号[5]

## 周辺
- 新上五島福祉事務所
- 新上五島町役場
- 新上五島町立青方小学校
- 浦浜トンネル